# Аллахвердиев, Бахтияр Азизулла оглы
Бахтияр Азизулла оглы Аллахвердиев (азерб. Bəxtiyar Əzizulla oğlu Allahverdiyev; род. 10 июня 1974, Баку, Азербайджанская ССР, СССР) — военнослужащий Вооружённых сил Республики Азербайджан, сотрудник правоохранительных органов Республики Азербайджан, Национальный Герой Азербайджана (1995).

## Биография
Родился Бахтияр Аллахвердиев 10 июня 1974 года в городе Баку Азербайджанской ССР. В 1991 году завершил обучение в средней школе № 199 города Баку.
В августе 1992 года Аллахвердиев был призван районным военным комиссариатом на службу в ряды Национальной армии Азербайджана. Бахтияр начинает службу солдатом в войсковой части № 776 и быстро осваивает необходимые навыки. В октябре 1992 года его направляют в зону боевых действий в Нагорный Карабах. Сначала принимает участие в кровопролитных боях на территории Губадлинского района. Затем был переведён в Физулинский район, где участвует в военной операции «Муровдаг». В 1994 году был направлен на территорию Тертерского района, а затем участвует в боях в Агдарском районе. На тот момент его срочная служба по призыву была завершена и отважный солдат принял решение остаться служить дальше.
В 1995 году приказом Министра обороны Аллахвердиева направили в Турецкую Республику на курсы по повышению военных знаний. В 1996 году он успешно окончил курс специализации и вернулся в родную часть. В 1997 году, получив звание бригадира, был назначен командиром разведывательного взвода войсковой части № 196. С 1998 по 1999 годы Аллахвердиев был командиром отряда обеспечения на курсах усовершенствования офицеров, а с 1999 по 2000 годы служил инструктором кафедры тактики в Бакинской Высшей школе командиров. В октябре того же года был уволен из рядов Национальной армии.
В 2001 году был принят на работу в органы внутренних дел. В 2002 году поступил на заочное отделение Полицейской академии, которую окончил в 2007 году. Работал в отделе полиции Хатаинского районного отделения полиции. С 2004 по 2006 годы работал в Исмаиллинском районе на должности территориального уполномоченного полиции. В дальнейшем продолжал свою работу в Бинагадинском районном управлении полиции в качестве главного инспектора отдела общественной безопасности.
Женат. Воспитывает сына.

## Память
Указом Президента Азербайджанской Республики № 307 от 4 апреля 1995 года Бахтияру Азизулла оглы Аллахвердиеву было присвоено звание Национального Героя Азербайджана.